# Temporada da NFL de 1994
A Temporada de 1994 da NFL foi a 75ª temporada regular da National Football League. Para homenagear os 75 anos de NFL, foi criada um logotipo especial que foi estampado nos estádios e na camiseta dos jogadores.
Nesta temporada, o Phoenix Cardinals mudou seu nome para Arizona Cardinals em uma forma de popularizar o time no estado do Arizona ao invés só da área de Phoenix.
O Seattle Seahawks jogou seus primeiros três jogos como mandante no Husky Stadium porque o Kingdome, o campo original do Seahawks, estava sendo reparado de danos no telhado.
Esta foi a primeira temporada em que a Fox Network transmitiu jogos da NFL. Fox pegou o pacote da National Football Conference que era antes da CBS. A liga também assinou um acordo exclusivo com a direct broadcast satellite (DBS) da DirecTV para lançar o NFL Sunday Ticket, para mostrar os jogos da temporada regular em pay-per-view.
A temporada terminou no Super Bowl XXIX quando o San Francisco 49ers derrotou o San Diego Chargers.
Esta foi a primeira temporada em que o teto salarial (salary cap) foi implementado na NFL.

## Classificação
V = Vitórias, D = Derrotas, E = Empates, PCT = porcentagem de vitórias, PF= Pontos feitos, PS = Pontos sofridos
Classificados para os playoff estão marcados em verde
| AFC East                 |    |    |   |      |     |     |
| Time                     | V  | D  | E | PCT  | PF  | PS  |
| (3) Miami Dolphins       | 10 | 6  | 0 | .625 | 389 | 327 |
| (5) New England Patriots | 10 | 6  | 0 | .625 | 351 | 312 |
| Indianapolis Colts       | 8  | 8  | 0 | .500 | 307 | 320 |
| Buffalo Bills            | 7  | 9  | 0 | .438 | 340 | 356 |
| New York Jets            | 6  | 10 | 0 | .375 | 264 | 320 |
| AFC Central              |    |    |   |      |     |     |
| Time                     | V  | D  | E | PCT  | PF  | PS  |
| (1) Pittsburgh Steelers  | 12 | 4  | 0 | .750 | 316 | 234 |
| (4) Cleveland Browns     | 11 | 5  | 0 | .688 | 340 | 204 |
| Cincinnati Bengals       | 3  | 13 | 0 | .188 | 276 | 406 |
| Houston Oilers           | 2  | 14 | 0 | .125 | 226 | 352 |
| AFC West                 |    |    |   |      |     |     |
| Time                     | V  | D  | E | PCT  | PF  | PS  |
| (2) San Diego Chargers   | 11 | 5  | 0 | .688 | 381 | 306 |
| (6) Kansas City Chiefs   | 9  | 7  | 0 | .563 | 319 | 298 |
| Los Angeles Raiders      | 9  | 7  | 0 | .563 | 303 | 327 |
| Denver Broncos           | 7  | 9  | 0 | .438 | 347 | 396 |
| Seattle Seahawks         | 6  | 10 | 0 | .375 | 287 | 323 |

| NFC East                |    |    |   |      |     |     |
| Time                    | V  | D  | E | PCT  | PF  | PS  |
| (2) Dallas Cowboys      | 12 | 4  | 0 | .750 | 414 | 248 |
| New York Giants         | 9  | 7  | 0 | .563 | 279 | 305 |
| Arizona Cardinals       | 8  | 8  | 0 | .500 | 235 | 267 |
| Philadelphia Eagles     | 7  | 9  | 0 | .438 | 308 | 308 |
| Washington Redskins     | 3  | 13 | 0 | .188 | 320 | 412 |
| NFC Central             |    |    |   |      |     |     |
| Time                    | V  | D  | E | PCT  | PF  | PS  |
| (3) Minnesota Vikings   | 10 | 6  | 0 | .625 | 356 | 314 |
| (4) Green Bay Packers   | 9  | 7  | 0 | .563 | 382 | 287 |
| (5) Detroit Lions       | 9  | 7  | 0 | .563 | 357 | 342 |
| (6) Chicago Bears       | 9  | 7  | 0 | .563 | 271 | 307 |
| Tampa Bay Buccaneers    | 6  | 10 | 0 | .375 | 251 | 351 |
| NFC West                |    |    |   |      |     |     |
| Time                    | V  | D  | E | PCT  | PF  | PS  |
| (1) San Francisco 49ers | 13 | 3  | 0 | .813 | 505 | 296 |
| New Orleans Saints      | 7  | 9  | 0 | .438 | 348 | 407 |
| Atlanta Falcons         | 7  | 9  | 0 | .438 | 317 | 385 |
| Los Angeles Rams        | 4  | 12 | 0 | .250 | 286 | 365 |

### Desempates
- Miami terminou a frente de New England na AFC East baseado no confronto direto (2-0).
- Kansas City terminou a frente do L.A. Raiders na AFC West baseado no confronto direto (2–0).
- Green Bay foi o primeiro no Wild Card da NFC baseado no confronto direto (3–1) contra Detroit (2–2) e Chicago (1–3) baseado em uma campanha melhor dentro da conferência (8–4) do que o N.Y. Giants (6–6).
- Detroit foi o segundo no Wild Card da NFC baseado em uma campanha melhor dentro da divisão (4–4) do que Chicago (3–5) e baseado no confronto direto contra N.Y. Giants (1–0).
- Chicago was the third NFC Wild Card baseado em um melhor retrospecto contra adversários em comum (4–4) do que o N.Y. Giants (3–5).
- New Orleans terminou a frente de Atlanta na NFC West baseado no confronto direto (2–0).

## Playoffs
|  | Jogos de Wild Card | Jogos de Wild Card | Jogos de Wild Card |               |             | Playoffs de divisão | Playoffs de divisão | Playoffs de divisão |    |  | Finais de conferência | Finais de conferência | Finais de conferência |    |  | Super Bowl XXIX | Super Bowl XXIX | Super Bowl XXIX |
|  |                    |                    |                    |               |             |                     |                     |                     |    |  |                       |                       |                       |    |  |                 |                 |                 |
|  | 6                  | Kansas City        | 17                 |               |             |                     |                     |                     |    |  |                       |                       |                       |    |  |                 |                 |                 |
|  | 3                  | Miami              | 27                 |               |             |                     |                     |                     |    |  |                       |                       |                       |    |  |                 |                 |                 |
|  | 3                  | Miami              | 27                 |               | 3           | Miami               | 21                  |                     |    |  |                       |                       |                       |    |  |                 |                 |                 |
|  |                    |                    |                    |               | 3           | Miami               | 21                  |                     |    |  |                       |                       |                       |    |  |                 |                 |                 |
|  |                    |                    | 2                  | San Diego     | 22          |                     |                     |                     |    |  |                       |                       |                       |    |  |                 |                 |                 |
|  |                    |                    | 2                  | San Diego     | 22          |                     |                     |                     |    |  |                       |                       |                       |    |  |                 |                 |                 |
|  |                    |                    |                    |               |             |                     |                     |                     |    |  |                       |                       |                       |    |  |                 |                 |                 |
|  |                    |                    |                    |               |             |                     |                     |                     |    |  |                       |                       |                       |    |  |                 |                 |                 |
|  |                    |                    |                    |               |             |                     | 2                   | San Diego           | 17 |  |                       |                       |                       |    |  |                 |                 |                 |
|  | AFC                |                    |                    |               |             |                     | 2                   | San Diego           | 17 |  |                       |                       |                       |    |  |                 |                 |                 |
|  |                    | 1                  | Pittsburgh         | 13            |             |                     |                     |                     |    |  |                       |                       |                       |    |  |                 |                 |                 |
|  | 5                  | 1                  | Pittsburgh         | 13            | New England | 13                  |                     |                     |    |  |                       |                       |                       |    |  |                 |                 |                 |
|  | 5                  |                    |                    |               | New England | 13                  |                     |                     |    |  |                       |                       |                       |    |  |                 |                 |                 |
|  | 4                  | Cleveland          | 20                 |               |             |                     |                     |                     |    |  |                       |                       |                       |    |  |                 |                 |                 |
|  | 4                  | Cleveland          | 20                 |               | 4           | Cleveland           | 9                   |                     |    |  |                       |                       |                       |    |  |                 |                 |                 |
|  |                    |                    |                    |               | 4           | Cleveland           | 9                   |                     |    |  |                       |                       |                       |    |  |                 |                 |                 |
|  |                    |                    | 1                  | Pittsburgh    | 29          |                     |                     |                     |    |  |                       |                       |                       |    |  |                 |                 |                 |
|  |                    |                    | 1                  | Pittsburgh    | 29          |                     |                     |                     |    |  |                       |                       |                       |    |  |                 |                 |                 |
|  |                    |                    |                    |               |             |                     |                     |                     |    |  |                       |                       |                       |    |  |                 |                 |                 |
|  |                    |                    |                    |               |             |                     |                     |                     |    |  |                       |                       |                       |    |  |                 |                 |                 |
|  |                    |                    |                    |               |             |                     |                     |                     |    |  |                       | A2                    | San Diego             | 26 |  |                 |                 |                 |
|  |                    |                    |                    |               |             |                     |                     |                     |    |  |                       |                       |                       |    |  |                 |                 |                 |
|  |                    | N1                 | San Francisco      | 49            |             |                     |                     |                     |    |  |                       |                       |                       |    |  |                 |                 |                 |
|  | 5                  | N1                 | San Francisco      | 49            | Detroit     | 12                  |                     |                     |    |  |                       |                       |                       |    |  |                 |                 |                 |
|  | 5                  |                    |                    |               | Detroit     | 12                  |                     |                     |    |  |                       |                       |                       |    |  |                 |                 |                 |
|  | 4                  | Green Bay          | 16                 |               |             |                     |                     |                     |    |  |                       |                       |                       |    |  |                 |                 |                 |
|  | 4                  | Green Bay          | 16                 |               | 4           | Green Bay           | 9                   |                     |    |  |                       |                       |                       |    |  |                 |                 |                 |
|  |                    |                    |                    |               | 4           | Green Bay           | 9                   |                     |    |  |                       |                       |                       |    |  |                 |                 |                 |
|  |                    |                    | 2                  | Dallas        | 35          |                     |                     |                     |    |  |                       |                       |                       |    |  |                 |                 |                 |
|  |                    |                    | 2                  | Dallas        | 35          |                     |                     |                     |    |  |                       |                       |                       |    |  |                 |                 |                 |
|  |                    |                    |                    |               |             |                     |                     |                     |    |  |                       |                       |                       |    |  |                 |                 |                 |
|  |                    |                    |                    |               |             |                     |                     |                     |    |  |                       |                       |                       |    |  |                 |                 |                 |
|  |                    |                    |                    |               |             |                     | 2                   | Dallas              | 28 |  |                       |                       |                       |    |  |                 |                 |                 |
|  | NFC                |                    |                    |               |             |                     | 2                   | Dallas              | 28 |  |                       |                       |                       |    |  |                 |                 |                 |
|  |                    | 1                  | San Francisco      | 38            |             |                     |                     |                     |    |  |                       |                       |                       |    |  |                 |                 |                 |
|  | 6                  | 1                  | San Francisco      | 38            | Chicago     | 35                  |                     |                     |    |  |                       |                       |                       |    |  |                 |                 |                 |
|  | 6                  |                    |                    |               | Chicago     | 35                  |                     |                     |    |  |                       |                       |                       |    |  |                 |                 |                 |
|  | 3                  | Minnesota          | 18                 |               |             |                     |                     |                     |    |  |                       |                       |                       |    |  |                 |                 |                 |
|  | 3                  | Minnesota          | 18                 |               | 6           | Chicago             | 15                  |                     |    |  |                       |                       |                       |    |  |                 |                 |                 |
|  |                    |                    |                    |               | 6           | Chicago             | 15                  |                     |    |  |                       |                       |                       |    |  |                 |                 |                 |
|  |                    |                    | 1                  | San Francisco | 44          |                     |                     |                     |    |  |                       |                       |                       |    |  |                 |                 |                 |
|  |                    |                    | 1                  | San Francisco | 44          |                     |                     |                     |    |  |                       |                       |                       |    |  |                 |                 |                 |
|  |                    |                    |                    |               |             |                     |                     |                     |    |  |                       |                       |                       |    |  |                 |                 |                 |

### AFC
- Jogos de Wild-Card: MIAMI 27, Kansas City 17; CLEVELAND 20, New England 13
- Playoffs de divisão: PITTSBURGH 29, Cleveland 9; SAN DIEGO 22, Miami 21
- AFC Championship: San Diego 17, PITTSBURGH 13 no Three Rivers Stadium, Pittsburgh, Pensilvânia, 15 de janeiro de 1995

### NFC
- Jogos de Wild-Card: GREEN BAY 16, Detroit 12; Chicago 35, MINNESOTA 18
- Playoffs de divisão: SAN FRANCISCO 44, Chicago 15; DALLAS 35, Green Bay 9
- NFC Championship: SAN FRANCISCO 38, Dallas 28 no Candlestick Park, 15 de janeiro de 1995

## Lideres em estatísticas na Temporada Regular

### Time
| Pontos marcados                 | San Francisco 49ers (505)    |
| Total de jardas                 | Miami Dolphins (6,078)       |
| Jardas terrestres               | Pittsburgh Steelers (2,180)  |
| Jardas aéreas                   | New England Patriots (4,444) |
| Menos pontos cedidos            | Cleveland Browns (204)       |
| Menos jardas cedidas            | Dallas Cowboys (4,313)       |
| Menos jardas terrestres cedidas | Minnesota Vikings (1,090)    |
| Menos jardas aéreas cedidas     | Dallas Cowboys (2,752)       |

### Individual
| Pontos                       | John Carney, San Diego (135 pontos)                        |
| Touchdowns                   | Emmitt Smith, Dallas (22 TDs)                              |
| Mais field goals feitos      | John Carney, San Diego and Fuad Reveiz, Minnesota (34 FGs) |
| Jardas terrestres            | Barry Sanders, Detroit (1,883 jardas)                      |
| Rating                       | Steve Young, San Francisco (112.8 rating)                  |
| Passes para touchdown        | Steve Young, San Francisco (35 TDs)                        |
| Recepções                    | Cris Carter, Minnesota (122 recepções)                     |
| Jardas recebidas             | Jerry Rice, San Francisco (1,499)                          |
| Jardas por retorno (Punt)    | Brian Mitchell, Washington (14.1 jardas de média)          |
| Jardas por retorno (Kickoff) | Mel Gray, Detroit (28.4 jardas de média)                   |
| Interceptações               | Eric Turner, Cleveland e Aeneas Williams, Arizona (9)      |
| Jardas por Punt              | Sean Landeta, L.A. Rams (44.8 jardas de média)             |
| Sacks                        | Kevin Greene, Pittsburgh (14)                              |

## Prêmios
| Most Valuable Player                                             | Steve Young, Quarterback, San Francisco    |
| NFL Coach of the Year (Treinador do Ano)                         | Bill Parcells, New England                 |
| NFL Offensive Player of the Year                                 | Barry Sanders, Running Back, Detroit       |
| NFL Defensive Player of the Year (Jogador Defensivo do Ano)      | Deion Sanders, Cornerback, San Francisco   |
| NFL Offensive Rookie of the Year (Novato Ofensivo do Ano)        | Marshall Faulk, Running Back, Indianapolis |
| NFL Defensive Rookie of the Year Award (Novato Defensivo do Ano) | Tim Bowens, Defensive Tackle, Miami        |